# الكوبيلاس (سيوداد ريال)
بلدية الكوبيلاس (بالإسبانية: Alcubillas)‏، هي إحدى بلديات مقاطعة سيوداد ريال إحدى مقاطعات إسبانيا، والتي تقع في منطقة قشتالة لا منتشا وسط إسبانيا.
يبلغ عدد سكانها 619 نسمة وفقاً لإحصائية سنة (2007).